# Велике розчарування (фільм)
Велике розчарування (англ. The Big Chill) — американська кінокомедія 1983 року.

## Сюжет
Семеро старих друзів по коледжу, приїжджають з різних кінців країни, щоб поховати свого товариша, який наклав на себе руки. Побачивши один одного, вони вирішують залишитися на вихідні, щоб провести їх разом і згадати старі часи.

## У ролях
| Актор          | Роль               |
| -------------- | ------------------ |
| Том Беренджер  | Сем Вебер          |
| Гленн Клоуз    | Сара Купер         |
| Джефф Голдблюм | Майкл Голд         |
| Вільям Герт    | Нік Карлтон        |
| Кевін Клайн    | Гарольд Купер      |
| Мері Кей Плейс | Мег Джонс          |
| Мег Тіллі      | Хлоя               |
| ДжоБет Вільямс | Карен Боуенс       |
| Дон Гелловей   | Річард Боуенс      |
| Джеймс Гілліс  | священик           |
| Кен Плейс      | поліцейський Пітер |
| Джон Кездан    | Гарольд            |

## Цікаві факти
- У ролі померлого Алекса знімався Кевін Костнер, але майже всі кадри з його участю були вирізані при монтажі: він з'являється на початку картини в труні.
- До початку зйомок режисер поселив акторів в одне місце, де вони прожили кілька днів, спілкуючись і вживаючись у свої ролі.
- У титрах до фільму не зазначений композитор: режисер зібрав унікальний саундтрек з пісень 60-х років, який став надзвичайно популярним серед радіостанцій, які раптово згадали про хіти двадцятирічної давнини.
- Гарольд (Кевін Клайн), в одній зі сцен наспівує головну музичну тему з фільму «Індіана Джонс: У пошуках втраченого ковчега» (1981), яку написав композитор Джон Вільямс. Сценарій до фільму був написав тим же Лоуренсом Кезданом, режисером даного фільму.